# Spiraea adiantoides
Spiraea adiantoides är en rosväxtart som beskrevs av Businsk och Yacute. Spiraea adiantoides ingår i släktet spireor, och familjen rosväxter. Inga underarter finns listade i Catalogue of Life.